# Alex Pastoor
Alexander Anton Aiko (Alex) Pastoor (Amsterdam, 26 oktober 1966) is een Nederlands voormalig voetballer en huidig voetbaltrainer. Hij is momenteel de assistent-bondscoach van het Indonesisch voetbalelftal onder Patrick Kluivert.

## Loopbaan als speler
Vanaf zijn zevende speelde Pastoor in de jeugd bij amateurclub SV Schoorl, waar hij op zijn zestiende in het eerste elftal kwam in de derde afdelingsklasse. In 1983 stapte hij over naar de A1 van AFC '34, waar hij al snel in het eerste elftal kwam. Hij kwam ook uit voor het Noord-Hollandse team. In 1987 stapte Pastoor vanwege de militaire dienst in Ossendrecht, waardoor hij alleen in het weekend thuis was, over naar Duinranders in Schoorl op een lager niveau. In 1989 werd hij prof bij FC Volendam. Daar speelde hij tot de winter van 1994 en ging toen naar sc Heerenveen. Pastoor verruilde in de winterstop van het seizoen 1997/98 Heerenveen voor het Belgische KRC Harelbeke. In 1999 ging hij in Oostenrijk spelen, waar hij in 2001 zijn spelersloopbaan besloot. De middenvelder speelde in totaal 324 competitiewedstrijden waarin hij 10 doelpunten maakte.

## Clubstatistieken
| Seizoen         | Club             | Competitie        | Duels | Goals |
| --------------- | ---------------- | ----------------- | ----- | ----- |
| 1989/90         | FC Volendam      | Eredivisie        | 32    | 2     |
| 1990/91         | FC Volendam      | Eredivisie        | 31    | 3     |
| 1991/92         | FC Volendam      | Eredivisie        | 31    | 0     |
| 1992/93         | FC Volendam      | Eredivisie        | 30    | 1     |
| 1993/94         | FC Volendam      | Eredivisie        | 29    | 3     |
| 1994/95         | FC Volendam      | Eredivisie        | 19    | 0     |
| Club totaal     | Club totaal      | Club totaal       | 172   | 9     |
| 1994/95         | sc Heerenveen    | Eredivisie        | 12    | 0     |
| 1995/96         | sc Heerenveen    | Eredivisie        | 27    | 0     |
| 1996/97         | sc Heerenveen    | Eredivisie        | 31    | 0     |
| 1997/98         | sc Heerenveen    | Eredivisie        | 6     | 0     |
| Club totaal     | Club totaal      | Club totaal       | 76    | 0     |
| 1997/98         | RC Harelbeke     | Eerste klasse     | 6     | 0     |
| 1998/99         | RC Harelbeke     | Eerste klasse     | 12    | 0     |
| Club totaal     | Club totaal      | Club totaal       | 18    | 0     |
| 1999/00         | Austria Lustenau | Bundesliga        | 33    | 0     |
| 2000/01         | Austria Lustenau | Erste Liga        | 12    | 1     |
| Club totaal     | Club totaal      | Club totaal       | 45    | 1     |
| 2001/02         | SCR Altach       | Regionalliga West | 13    | 0     |
| Club totaal     | Club totaal      | Club totaal       | 13    | 0     |
| Carrière totaal | Carrière totaal  | Carrière totaal   | 324   | 10    |

## Loopbaan als trainer

### Begin trainerscarrière
Als amateurspeler bij Duinranders begon Pastoor reeds met het coachen van zaalvoetbalteam Paal 29. Na zijn spelersloopbaan werd hij trainer. Hij begon in 2001 bij de B1 van AZ en hij trainde tussen 2002 en 2005 de amateurs van AFC '34. Nadat hij tussentijds in 2002 bij AFC begon degradeerde de club naar de eerste klasse. In het seizoen 2002/03 werd het kampioenschap in de eerste klasse behaald en keerde AFC terug in de hoofdklasse.
In het seizoen 2005/06 tekende hij, samen met Job Dragtsma bij het Turkse Fenerbahce. Pastoor moest onder leiding van Joop Lensen een voetbalopleiding naar Nederlandse stijl opzetten. Pastoor kreeg het tweede elftal onder zijn hoede. Hij zou slechts een seizoen actief zijn in Turkije. Na het ontslag van Christoph Daum keerde hij terug naar Nederland.
Van 2006 tot 2008 was Pastoor assistent-trainer bij sc Heerenveen. In het seizoen 2008/09 volgde hij hoofdtrainer Gert-Jan Verbeek naar Feyenoord, waar hij de jeugd ging trainen en assistent-trainer werd.

### Excelsior Rotterdam
Van 2009 tot 2011 was Pastoor hoofdtrainer van Excelsior. Aan het einde van het seizoen 2009/10 slaagde hij erin met Excelsior te promoveren naar de Eredivisie door in de play-offs stadsgenoot Sparta Rotterdam te verslaan. Het jaar erop wist hij de club in de Eredivisie te houden. Pastoor nam zijn hoogste trainersdiploma in ontvangst op 17 februari 2010.

### N.E.C. en Slavia Praag
In de zomer van 2011 verkaste Pastoor naar N.E.C., waar hij Wiljan Vloet opvolgde. Hij tekende een contract tot 2013. Hij loodste de ploeg in zijn eerste seizoen naar de achtste plaats van de Eredivisie. In de play-offs werd N.E.C. uitgeschakeld door Vitesse. Na de eerste seizoenshelft van Pastoors tweede seizoen stond N.E.C. op de zesde plaats. In maart 2013 verlengde hij zijn contract tot 2014. Sindsdien boekte N.E.C. geen overwinning meer en zakte de club van een achtste naar een vijftiende plaats aan het einde van het seizoen 2012/13. Nadat ook de eerste drie wedstrijden in het seizoen 2013/14 ruim verloren gingen, werd Pastoor op 19 augustus ontslagen, twee dagen na de 5-1 nederlaag op eigen veld tegen PEC Zwolle. Het was het snelste ontslag ooit in de Eredivisie. Hij werd tijdelijk opgevolgd door Ron de Groot en Wilfried Brookhuis, de voormalig assistent van Pastoor en de keeperstrainer. Eind augustus werd Anton Janssen aangesteld als Pastoors definitieve vervanger.
Bij de televisie was hij daarnaast werkzaam als analist.
Op 3 maart 2014 werd hij aangesteld als hoofdtrainer van Slavia Praag, waar hij de opvolger werd van Miroslav Koubek. Hij tekende een contract voor vier maanden met de intentie hierna terug te keren naar Nederland. Hij kreeg Igor Korneev naast zich als technisch adviseur. De Tsjechische ploeg, die van 2007 tot 2010 nog kampioen werd, stond op het moment van aantreden op een teleurstellende 10e plaats. Pastoor wist het tij echter niet te keren en zag de ploeg nog verder afzakken. De ploeg eindigde uiteindelijk op de 13e plaats van de Gambrinus Liga en wist hiermee degradatie te voorkomen.

### AZ
Op 19 mei 2014 werd bekend dat Pastoor de assistent van hoofdcoach Marco van Basten zou worden bij AZ. Kort na de start van het seizoen meldde Van Basten zich ziek met hartkloppingen. Hierop nam Pastoor tijdelijk het hoofdtrainerschap op zich. Toen Van Basten terugkeerde op 16 september werd besloten de rollen om te draaien. Pastoor zou hoofdcoach blijven, terwijl Van Basten de functie van assistent zou gaan vervullen.
Enkele dagen na het bekendmaken van de constructie, maakte de club onverwacht bekend dat Pastoor zou vertrekken bij de club en zij op zoek ging naar een andere hoofdtrainer. In eerste instantie gaf de club als reden onenigheid over de contractvernieuwing. Pastoor zou niet tevreden zijn met de gedane aanbieding en de partijen zouden in goed overleg uit elkaar zijn gegaan. Pastoor ontkende dit en noemde zijn vertrek een eenzijdige beslissing van de club. In het televisieprogramma Voetbal International verklaarde technisch manager van AZ Earnest Stewart vervolgens dat de oorzaak in een integriteitskwestie lag. De club zou Pastoor, of mensen rond hem, verdenken van het lekken van informatie over de afwezigheid van Van Basten. Pastoor noemde de uitspraken van Stewart "pertinent onjuist" en "een belediging". Begin november bereikten de club en Pastoor een afwikkeling van het contract, waarbij AZ alle beschuldigingen aan het adres van Pastoor terugnam en Pastoor zijn volledige contract als genoegdoening uitbetaald kreeg.

### Sparta Rotterdam
Enkele maanden later, op 15 december 2014, werd bekend dat Pastoor hoofdtrainer van Sparta Rotterdam werd. De club, die uitkwam in de eerste divisie, had zich eerder het seizoen hadden ontdaan van trainer Gert Kruys. Pastoor tekende een contract voor anderhalf jaar. Hij trad op 1 januari 2015 in dienst van de club, waar hij Michael Reiziger als assistent naast zich kreeg. In zijn eerste seizoen miste hij de play-offs voor promotie naar de eredivisie, desondanks verliep de samenwerking zo goed dat de club halverwege zijn tweede seizoen het contract met twee jaar verlengde. Kort hierna pakte de club de 2e periodetitel, waardoor men dat seizoen zeker was van de kans op promotie. Hij leidde Sparta in het seizoen 2015/16 naar de titel in Jupiler League, waardoor de club uit Rotterdam-West na zes jaar terugkeerde in de Eredivisie.
In het seizoen 2016/17 speelde Sparta in de onderste regionen van de Eredivisie. Uiteindelijk wist Pastoor de ploeg ter nauwernood van nacompetitie te redden door te eindigen op de 15e plaats. Ook in het seizoen 2017/18 belandde Sparta al snel in zwaar weer. Op 19 september werd de club door RKC Waalwijk uit de beker gestoten, terwijl ook in de competitie slechte resultaten werden geboekt. Op 17 december 2017 verloor Sparta met 0-7 op eigen veld van Feyenoord, een negatief clubrecord, waardoor de club terugzakte naar de laatste plaats van de Eredivisie. Direct na afloop van de wedstrijd maakte het bestuur van Sparta bekend dat Pastoor werd ontheven van zijn taken.

### SC Rheindorf Altach
In maart 2019 werd Pastoor trainer van het Oostenrijkse SC Rheindorf Altach dat uitkomt in de Bundesliga. Op 23 februari 2021 werd hij ontslagen bij de ploeg die op dat moment laatste stond.

### Almere City
In december 2021 werd bekendgemaakt dat Pastoor, na de winterstop hoofdtrainer werd van Almere City FC. Op 11 juni 2023 behaalde Pastoor met zijn team via de play-offs om promotie/degradatie de Eredivisie. Hij en zijn team wisten de twee finaleduels tegen FC Emmen beide te winnen. Daarmee werd Pastoor de zevende trainer die driemaal naar de Eredivisie wist te promoveren met een Nederlandse club. Tevens schreef hij hiermee ook geschiedenis door als eerste hoofdtrainer ooit met Almere City FC de promotie naar de Eredivisie te bereiken. 
Op 15 april 2024 maakte hij bekend dat hij na het seizoen zou stoppen als trainer van Almere City.

### Indonesisch voetbalelftal
Op 8 januari 2025 werd bekend dat Pastoor assistent-bondscoach zou worden van het Indonesisch voetbalelftal onder leiding van Patrick Kluivert, samen met Denny Landzaat.

## Erelijst
Sparta Rotterdam
| Nationaal      |    |         |
| Eerste divisie | 1x | 2015/16 |

## Persoonlijk
Pastoor volgde het atheneum, maar heeft dit niet afgemaakt. Hij werkte in z'n tijd als amateurvoetballer als tussenpersoon in verzekeringen en had ook ambities in de journalistiek. Hij schreef stukjes over het jeugdvoetbal in Het Parool en schreef ook voor VI Junior. Zijn voorbeeld als voetballer was Kristen Nygaard en kippen houden had hij als hobby.
Pastoor is gehuwd en heeft drie kinderen. Hij woont in Groet.